# 7907 Erasmus
För andra betydelser, se Erasmus (olika betydelser).
7907 Erasmus eller 4047 P-L är en asteroid i huvudbältet som upptäcktes den 24 september 1960 av den nederländsk-amerikanske astronomen Tom Gehrels och det nederländska astronomparet Ingrid van Houten-Groeneveld och Cornelis Johannes van Houten vid Palomarobservatoriet. Den är uppkallad efter den nederländske humanisten Erasmus av Rotterdam.